# 八戸市立図書館
八戸市立図書館（はちのへしりつとしょかん）は、青森県八戸市にある公共図書館。

## 概要
1874年（明治7年）に設立した八戸書籍縦覧所を前身とする現有日本最古の公営図書館である。公立公共図書館としては最古の松江書籍縦覧所が設立されたのに続き、私立公共図書館としては最古の出雲大社書籍縦覧所が八戸書籍縦覧所と並んで設立されたものの、現在まで存続しているのは私立公共図書館から公立公共図書館に移行した八戸市立図書館のみである。
本館は蔵書数の増加による移転を経て、現在は糠塚にあり、設計は岡田新一設計事務所。南郷には分館である八戸市立南郷図書館があるほか、八戸駅にも分館である八戸市図書情報センターがある。
八戸市史編纂のため本館には市史編纂室が置かれている。また郷土資料のコーナーとして、八戸高校在籍時代の学友である立花義康により収集された三浦哲郎作品が集積している「三浦哲郎コーナー」が置かれている。なお安藤昌益に関する全国の論文が集積している「安藤昌益コーナー」は、資料が安藤昌益資料館に移されたため現在はない。本館が所有する自動車図書館「はちのへ号」は市内50ヶ所を巡回し、貸出をしている。

### 収蔵している主な古文書・歴史資料
- 八戸藩南部家資料 - 八戸藩日記ほか。
- 遠山家旧蔵本（遠山家文書）
- 八戸青年文庫 - 八戸青年会が所蔵していた図書や資料。
- 百仙洞文庫 - 八戸町長だった北村益の寄贈による資料。
- 「奥南新報」・「八戸新聞」 - マイクロフイルムで閲覧可能。

## 沿革
- 1874年（明治7年） - 旧八戸城の物見櫓を買収、八戸町堀端町に移築、八戸書籍縦覧所を開設[3]。
- 1880年（明治13年） - 八戸書籍縦覧所に八戸公立書籍館を併設。
- 1887年（明治20年） - 八戸書籍縦覧所が八戸公立書籍館を吸収合併。
- 1893年（明治26年） - 八戸青年会に八戸書籍縦覧所の運営を委託。
- 1911年（明治44年）  - 八戸青年会の休会に伴い、一時休止。
- 1913年（大正2年）  - 八戸町鷹匠小路に八戸町立図書館として開設。
- 1929年（昭和4年） - 八戸市の誕生に伴い、八戸市立図書館として開設。
- 1962年（昭和37年） - 八戸市堤町に新築、移転（更上閣別館、現在は岩手県沿岸北部地震の影響で閉館）。
- 1984年（昭和59年） - 蔵書数の増加に伴い、八戸市糠塚の旧八戸市立長者小学校跡地に移転新築。
- 1998年（平成10年） - 八戸市史の編纂に伴い、八戸市史編纂室を設置。
- 2002年（平成14年） - 八戸市図書情報センターを開設。
- 2005年（平成17年） - 八戸市立南郷図書館を開設。
- 2008年（平成20年） - 各市立図書館の貸出・予約に伴い、久慈市・二戸市と相互利用協定を締結。八戸市立図書館・八戸市図書情報センター・八戸市立南郷図書館の貸出利用カードにおける共通利用に伴い、貸出システムを統合。

## 施設利用・サービス
図書・雑誌及びCDの館外貸出には利用カードが必要で、八戸市に在住、通勤・通学している、青森県内図書館共通利用券を所有、岩手県二戸市・久慈市・軽米町・洋野町・九戸村に在住しているのいずれかに当てはまる場合に登録することができる。また利用者カードは市内全館で使用できる。

### 館外貸出
- 図書・雑誌（最新号は除く）： 5冊まで15日間
- CD： 2点まで8日間

### 開館時間
- 月 - 金曜日 9:00 - 19:00
- 土 ・ 日曜日 ・ 国民の祝日 9:00 - 17:00

### 休館日
- 国民の祝日の翌日（翌日が土・日曜日の時は、次の月曜日）
- 館内整理日（毎月末日、末日が土・日曜日の時は、直前の金曜日）
- 年末年始（12月28日 - 1月4日）
- 年度末特別図書整理（3月中のうち、15日以内）

## 立地・周辺環境
- 八戸市営バス・南部バス・十和田観光電鉄
  - 表通り（郊外→中心街方向）：「荒町」バス停下車後、徒歩約3分
  - 裏通り（中心街→郊外方向）：「十六日町」バス停下車後、徒歩約3分
  - ゆりの木通り（双方向であるものの市道環状線で八戸市営バスのみによる運行のほか、便数も極端に少ない）：「図書館前」バス停下車後、徒歩約1分
- 裏通りにはかつて「神明宮前」（八戸市営バス・十和田観光電鉄）・「二十六日町（神明宮前）」（南部バス）バス停が存在し徒歩約2分で到着できる距離であったものの、用地不足・料金区分見直し・八戸市中心市街地再生の観点から廃止された